# Changsvông (cratera)
Changsvông é uma cratera marciana. Tem como característica 35 quilômetros de diâmetro. Deve o seu nome a Changsông, uma localidade da Coreia do Norte.